# 202 Chryseïs
A 202 Chryseis a Naprendszer kisbolygóövében található aszteroida. Christian Heinrich Friedrich Peters fedezte fel 1879. szeptember 11-én.